# Фонтан Медичи
Фонтан Медичи (фр. Fontaine Médicis) — фонтан в Люксембургском саду в Париже.
Был построен примерно в 1630 году Марией Медичи, вдовой французского короля Генриха IV. Монументальное сооружение было перенесено на своё нынешнее место и значительно перестроено в 1864—1866 годах.

## История
Исторический период во Франции между регентством Екатерины Медичи и Марии Медичи стал временем расцвета итальянского маньеризма во Франции. Сообщество художников из Флоренции, включая скульптора Франческо Бордони, который помогал проектировать статую французского короля Генриха IV, возведённую позднее на Новом мосту в Париже, и техника по фонтанам Томмазо Франчини, который работал над фонтанами в новых садах вилл Медичи во Флоренции и Риме, нашло во Франции королевских покровителей. Вскоре их работы начали появляться в королевских резиденциях Франции, в том числе сад французского ренессанса во дворце Фонтенбло.
Между 1623 и 1630 годами Мария Медичи начала строительство в Париже дворца, который она назвала собственным именем. Новый дворец был создан по образцу Палаццо Питти в её родной Флоренции, а сады вокруг дворца — по образцу садов Боболи в той же Флоренции. Дворец был работой архитектора Саломона Деброса, но фонтан и грот, предположительно, были работой Томмазо Франчини, главного руководителя вод и фонтанов короля. Франчини, эмигрировавший во Францию по приглашению Генриха IV в 1598 году и ставший французским гражданином в 1600 году, построил гроты и фонтаны в итальянском стиле для маркиза де Гонди, а также для королевского замка самого Генриха IV в Сен-Жермен-ан-Ле.
Первой сложностью строительства стал недостаток воды на левом берегу Сены, в отличие от правобережья, где уровень грунтовых вод был близок к поверхности, и там было много колодцев и акведуков, которые обслуживали город. Эта проблема была решена путем строительства в 1613—1623 годах акведука из Аркуэля через реку Бьевр в Люксембургский дворец. После смерти Марии Медичи дворец и фонтан сменили ряд владельцев, и к середине XVIII века, когда в моде были фонтаны Версаля и французские регулярные парки, фонтан Медичи пришел в упадок. Две оригинальные статуи на вершине фонтана, выполненные скульптором Пьером Биаром (Pierre Biard) — нимфы, льющие воду из кувшинов — исчезли. Затем фонтан находился в забвении, пока в 1811 году по указанию Наполеона Бонапарта грот не был восстановлен неоклассическим архитектором Жан-Франсуа Шальгреном — архитектором Триумфальной арки, который заменил простой фонтан воды в нише грота двумя потоками и добавил в него белую мраморную статую, изображающую купающуюся Венеру.

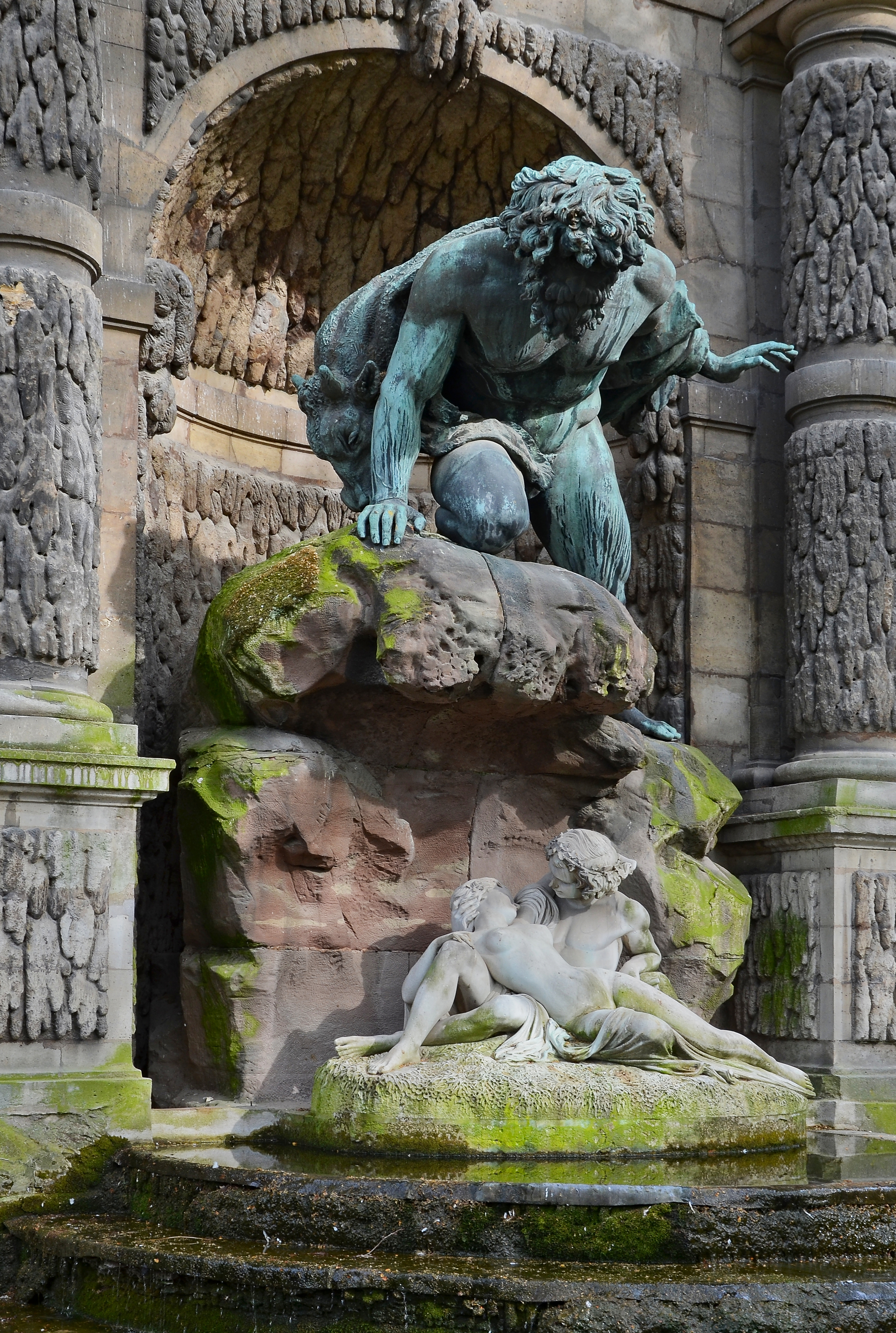
Полифем, Ацис и Галатея

В 1864 году, во время Второй империи, барон Осман планировал перестроить улицу Rue de Médicis, для чего архитектор Альфонс де Жизор перенёс фонтан на тридцать метров, чтобы освободить место для улицы, и радикально изменил его внешний вид. В образовавшееся пространство был помещён фонтан Леда из другого района Парижа. Он заменил две оригинальные статуи нимф новыми скульптурами, представляющими реки Рону и Сену; восстановил герб семьи Медичи над фонтаном, испорченный во время революции; вставил в ниши две статуи — одну представляющую фавна, а другую — охотницу, над которой находятся две маски, одна — комедия, а другая — трагедия. Де Жизор также убрал статую Венеры и заменил её скульптурной группой работы Огюста Оттена — статуей, представляющей гигантского Полифема в бронзе, который смотрит сверху на влюблённых Ациса и Галатею, выполненных из белого мрамора. Так главная композиция фонтана выглядит и в настоящее время.